# بييري كويزيرا
بييري كويزيرا (16 أبريل 1991 ببوجومبورا في بوروندي - ) هو لاعب كرة قدم بوروندي في مركز الوسط. شارك مع منتخب بوروندي لكرة القدم. أما مع النوادي، فقد لعب مع أفاد دجيكانو ونادي أتلتيكو أولمبيك ونادي سيمبا ونادي غور مايا.

## وصلات خارجية
- بييري كويزيرا على موقع الاتحاد الدولي (مؤرشف)  (الإنجليزية)
- بييري كويزيرا على موقع قاعدة بيانات كرة القدم.إي يو (الإنجليزية)
- بييري كويزيرا على موقع ناشيونال فوتبول تيمز (الإنجليزية)
- بييري كويزيرا على موقع Soccerway.com (الإنجليزية)
- بييري كويزيرا على موقع عالم كرة القدم.نت (الإنجليزية)